# Шанис
Шани́с Лорре́йн Уи́лсон-Нокс (род. 14 мая 1973), более известная как Шанис — американская певица. В начале 1990-х годов она записала хиты «I Love Your Smile» и «Saving Forever for You».

## Ранние годы
Родилась в Питсбурге, штат Пенсильвания. Переехала в Лос-Анджелес вместе с матерью и тётей, которые собирались стать певицами. В восемь лет она снялась в рекламе KFC с джаз-певицей Эллой Фицджеральд. В 1984 году она стала сниматься в телешоу Kids Incorporated, а также выступила на шоу Star Search, после которого подписала контракт с A&M Records.

## Карьера
В 14 лет Уилсон выпустила свой дебютный альбом Discovery (1987). Два сингла — «(Baby Tell Me) Can You Dance» и «No 1/2 Steppin'» — попали в первую десятку чарта Billboard Hot R&B/Hip-Hop Songs. В 1991 году Уилсон подписала контракт с Motown Records и выпустила альбом Inner Child. В альбоме была песня I Love Your Smile, которая возглавляла чарты в 22-х странах мира. Кроме того, Шанис записала кавер-версию хита Минни Рипертон «Lovin' You», продемонстрировав свой вокальный диапазон в пять октав.
В 1994 году вышел альбом 21… Ways to Grow, продюсерами которого выступили Ретт Лоуренс и Дик Смит. Не имев коммерческого успеха, песни Шанис попадали на саундтреки к фильмам «Бумеранг» и «Человек-метеор». Сингл «Saving Forever for You» пользовался успехом и попал в саундтрек сериала «Беверли-Хиллз, 90210». Шанис также записала дуэт с Джоном Секадой «If I Never Knew You» для саундтрека к мультфильму «Покахонтас».
Она исполнила бэк-вокальные партии в песнях «Come On Over Here» и «Un-Break My Heart» Тони Брэкстон и «Bedtime» Ашера. В 2010 году она исполнила песню «Behind the Mask» в посмертном альбоме Майкла Джексона Michael.
Помимо пения Уилсон появлялась на Бродвее. В 1997 году она стала первой афроамериканкой, исполнившей роль Эпонины в мюзикле «Отверженные». Она также записала песню для компьютерной игры The Bouncer.
После пятилетнего перерыва в карьере Уилсон выпустила свой пятый альбом Every Woman Dreams через собственную звукозаписывающую компанию Imajah (названную в честь её двух детей). Альбом достиг 30 места в чарте Billboard Top R&B/Hip-Hop Albums.

## Личная жизнь
С 19 февраля 2000 года Шанис замужем за актёром и комедиантом Флексом Александром. У супругов двое детей: дочь Имани Шекина Нокс (род. 23 августа 2001) и сын Элайджа Александр Нокс (род. 5 марта 2004).
В марте 2024 года у Шанис был диагностирован рак молочной железы и в мае того же она перенесла двойную мастэктомию.